# Drasteria pulverosa
Drasteria pulverosa là một loài bướm đêm trong họ Erebidae.